# آنینه
رود آنینه (به ایتالیایی: Aniene) (به لاتین: Anio) رودی به طول ۹۹ کیلومتر است که در لاتزیوی ایتالیا جریان دارد. این رود از کوه‌هایی واقع در تروی نل لاتزیو به پایین سرازیر شده، پس از جریان یافتن به سمت غرب از شهرهای سوبیاکو، ویکووارو و تیوولی گذشته و در نهایت در شمال رم به رود تیبر می‌ریزد. در دوران باستان منبع آب بیشتر آب‌گذرهای رومی یا خود رود آنینه بود یا نهرهایی که به آن می‌پیوستند.
از پل‌های تاریخی قابل توجهی که در طول مسیر رودخانه بر روی آن ساخته شده‌اند می‌توان به پونته نومنتانو، پونته سالاریو و پونته سان فرانچسکو اشاره نمود که همگی آنها در زمان ساخت اولیهٔ خود دارای برج و بارو بوده‌اند. همچنین سد سوبیاکو که توسط رومیان در شهر سوبیاکو ساخته شد از نظر ارتفاع بلندترین سد در دوران باستان بود. این سد تا هنگام تخریبش در سال ۱۳۰۵ هنوز مورد استفاده قرار داشت.

## نگارخانه

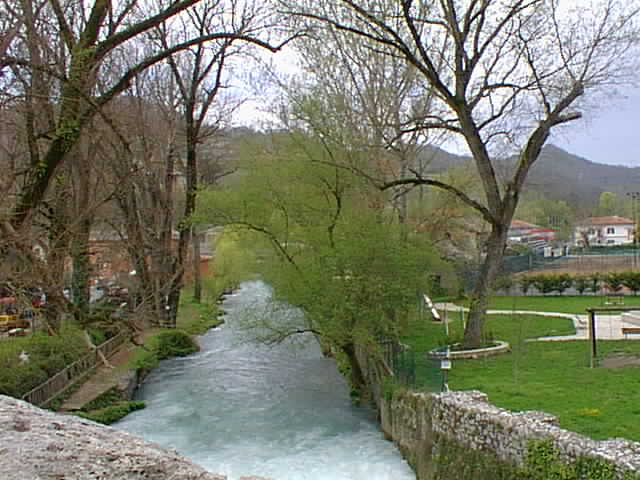
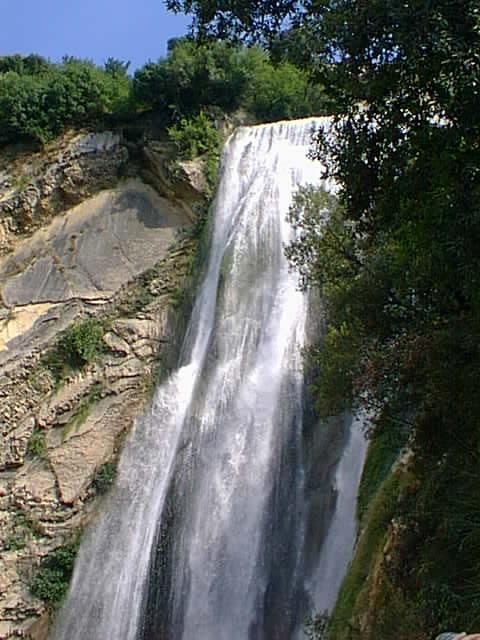
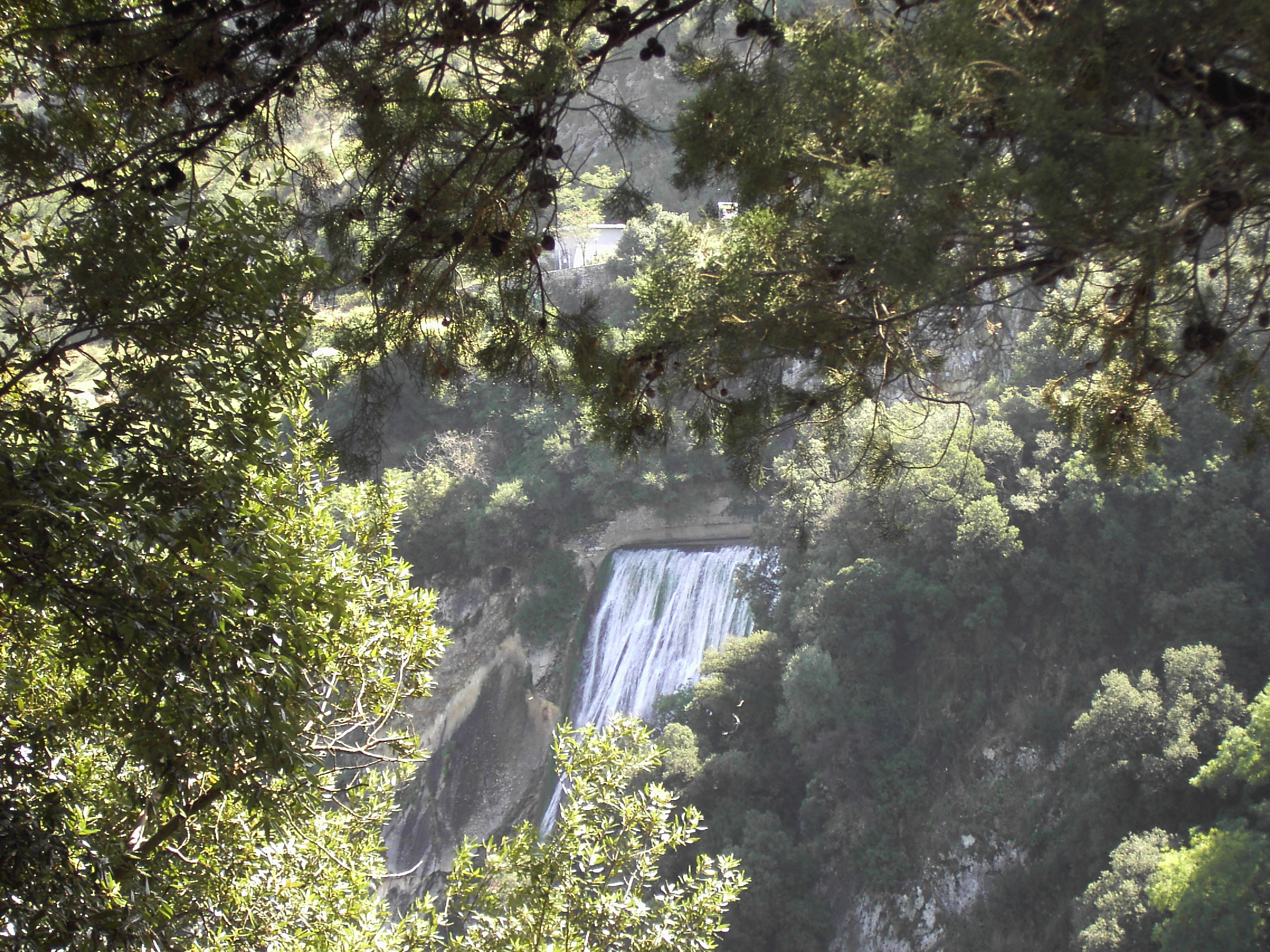
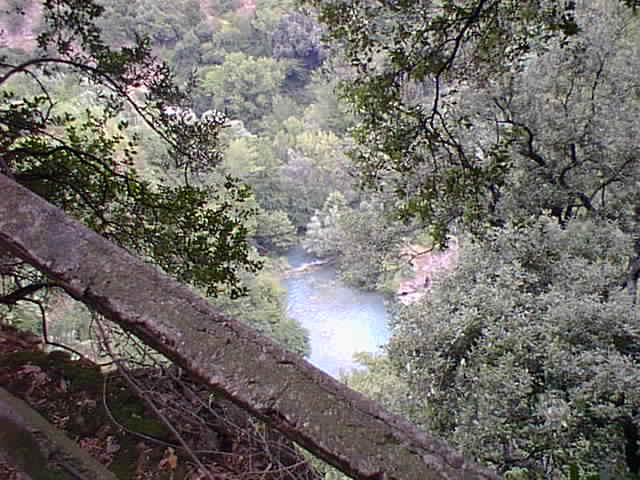